# Escupiré sobre sus tumbas
 (juillet 2025).
La mise en forme du texte ne suit pas les recommandations de Wikipédia : il faut le « wikifier ».
Les points d'amélioration suivants sont les cas les plus fréquents. Le détail des points à revoir est peut-être précisé sur la page de discussion.
- Les titres sont pré-formatés par le logiciel. Ils ne sont ni en capitales, ni en gras.
- Le texte ne doit pas être écrit en capitales (les noms de famille non plus), ni en gras, ni en italique, ni en « petit »…
- Le gras n'est utilisé que pour surligner le titre de l'article dans l'introduction, une seule fois.
- L'italique est rarement utilisé : mots en langue étrangère, titres d'œuvres, noms de bateaux, etc.
- Les citations ne sont pas en italique mais en corps de texte normal. Elles sont entourées par des guillemets français : « et ».
- Les listes à puces sont à éviter, des paragraphes rédigés étant largement préférés. Les tableaux sont à réserver à la présentation de données structurées (résultats, etc.).
- Les appels de note de bas de page (petits chiffres en exposant, introduits par l'outil «  Source ») sont à placer entre la fin de phrase et le point final[comme ça].
- Les liens internes (vers d'autres articles de Wikipédia) sont à choisir avec parcimonie. Créez des liens vers des articles approfondissant le sujet. Les termes génériques sans rapport avec le sujet sont à éviter, ainsi que les répétitions de liens vers un même terme.
- Les liens externes sont à placer uniquement dans une section « Liens externes », à la fin de l'article. Ces liens sont à choisir avec parcimonie suivant les règles définies. Si un lien sert de source à l'article, son insertion dans le texte est à faire par les notes de bas de page.
- La présentation des références doit suivre les conventions bibliographiques. Il est recommandé d'utiliser les modèles {{Ouvrage}}, {{Chapitre}}, {{Article}}, {{Lien web}} et/ou {{Bibliographie}}. Le mode d'édition visuel peut mettre en forme automatiquement les références.
- Insérer une infobox (cadre d'informations à droite) n'est pas obligatoire pour parachever la mise en page.

Pour une aide détaillée, merci de consulter Aide:Wikification.
Si vous pensez que ces points ont été résolus, vous pouvez retirer ce bandeau et améliorer la mise en forme d'un autre article.
Escupiré sobre sus tumbas (titre français : J'irai cracher sur vos tombes' ')  est une telenovela colombienne basée sur le roman français de 1946 J'irai cracher sur vos tombes écrit par Boris Vian. 
Elle a été diffusée sur Caracol Televisión du 28 octobre 2024 au 7 février 2025, puis sur Netflix pour la version française. 
La série met en vedette Essined Aponte, Cristian Gamero et María Elisa Camargo.

## Distribution
- Version Française ( Belgique):
- Studio: DUBBING BROTHERS
- Directeurs Artistique:
  - Marie-Line Landerwyne
  - Aurélien Ringelheim
  - Jennifer Bare

| Acteurs/Actrices      | Personnages                  | VFB Belgique           |
| --------------------- | ---------------------------- | ---------------------- |
| Cristian Gamero       | Brian O'Connor/Vinicio Gallo | Marc Weiss             |
| María Elisa Camargo   | Katherine Oregon             | Delphine Moriau        |
| Mario Camacho         | Sonny O'Connor               | Maxime Vansantfoort    |
| Essined Aponte        | Vicky Iguaran                | Melissa Windal         |
| Carlos Aguilar        | Javi/Annibal                 | Sébastien Hébrant      |
| Leonardo Acosta       | Raymundo Obregón             | Franck Dacquin         |
| Luis Fernando Gil     | Emiro Rosa                   | Valentin Vanstechelman |
| Cristina García       | Nicole Obregón               | Aaricia Dubois         |
| Rita Bendek           | Gina Martelli                | Colette Sodoyez        |
| Angela Duarte         | Francisca                    | France Bastoen         |
| Ramon Ramses          | Perez                        | Thierry Janssen        |
| Melanie Dell'Olmo     | Melissa                      | Ludivine Deworst       |
| Simon Savi            | Dani Noguara                 | Beinjamin Thomas       |
| Juan Fernando Sánchez | Federico Pumarejo            | Maxime Donnay          |
| Carolina Serrano      | Danna Mendoza                | Claire Tefnin          |
| Felipe Galofre        | Enrique lacouture            | Simon Duprez           |
| Josse Narváez         | Antonio Miranda              | Oliver Premel          |
| Obeida Benavides      | Annie                        | Bernadette Mouzon      |
| Sonia Cuesta          | Yeimy                        | Fanny Dreiss           |
| Keyller De La Hoz     | Estiwart Iguarán             | Pierre Lebec           |
| Valeria Emiliani      | Alfonsina Iguarán            | Marie Braam            |
| Jaisson Jeack         | Fercho Iguarán               | Marvin Schlick         |
| Meriem Castaneda      | Graciela                     | Sophie Frison          |
| Manolo Alzamora       | Dylan Cuadrado               | Antoni Lopresti        |
| Leandro Lopez         | Ramirez                      | Jonathan Simon         |
|                       | Maragarita Ramirez           | Audrey D'hulstère      |
| Camilo Amores         | Camilo                       | Fabien Finkel          |
| Valentina Duque       | Mariana Miranda              | Sophie Pyronnet        |
| Michelle Rouillard    | Carla Botero                 |                        |
| Oneida Benavides      | Adela                        |                        |

Ambiances et petits rôles :
Karim Barras , Brieuc Lemaire , Laurent Vernin , Simon Duprez, Gregory Praet, Elisabeth Guinand , Valery Muzzi, Sophie Landresse, Bernadette Mouzon, Alexis Flamant , Max Breugman, Stéphane Oertli, Alessandro Bevillacqua , Jean-Philippe Lejeune, Quentin Minon, Pierre Lognay, Laurent Bonnet, Fanny Roy, Thibault Siplet, Frédéric Clou, Alexandre Crepet, Emmanuel Dell'Herba, Lionel Bourguet, Fabienne Loriaux , Carole Baillien , Frédéric Clou, Frédérik Haugness, Lorca Chaton, François Mairet, Bruno Georis, Géraldine Frippiat, Nathalie Hons, Michel Hinderyckx, Yannick Besson, Valérie Muzzy, Nicolas Matthys.

## Lien Externe
- IMDB